# Балка Пилипчата
Балка Пилипчата — річка в Україні, у Попаснянському й Бахмутському районах Луганської й Донецької областях. Права притока Вискривки (басейн Дону).

## Опис
Довжина річки приблизно 7,19 км, найкоротша відстань між витоком і гирлом — 6,11  км, коефіцієнт звивистості річки — 1,18 . Річка формується 1 загатою.

## Розташування
Бере початок на південно-західні частині міста Попасна. Тече переважно на північний захід через село Пилипчатине і між селами Вискрива та Покровське впадає у річку Вискривку, праву притоку Горілого Пня.
У селі Пилипчатине річку перетинає автошлях Н32. Біля витоку річки проходить залізнична дорога. На лівому березі річки на відстані приблизно 2,17 км розташована станція Калиново-Попасна.